# La Cassaria
La Cassaria ist eine Komödie von Ludovico Ariosto in fünf Akten, die am 5. März 1508 am Hof von Ferrara uraufgeführt wurde. Es handelt sich dabei um die erste bedeutende Komödie in italienischer Sprache und sollte spätere italienische Komödien, wie z. B. Bernardo Dovizi da Bibbienas La Calandria (1513), Pietro Aretinos erste Fassung von La Cortigiana (1525) oder Ruzantes Piovana (1532?) entscheidend beeinflussen.

## Inhalt
Der folgende Inhalt bezieht sich auf die Version von 1508.

### Prolog
Der Prolog ist inhaltlich in zwei Abschnitte einteilbar. Im ersten Abschnitt verteidigt Ludovico Ariosto La Cassaria gegen voreilige Kritiker, im zweiten Abschnitt führt er die Zuschauer in die Handlung ein.
Zunächst formuliert Ariosto den Anspruch, nicht nur inhaltlich gegenüber lateinischen und griechischen Vorbildern innovativ zu sein, sondern auch sprachlich: es soll eine dem volgare eigene Klassik geschaffen werden. Den Anspruch des Neuen verteidigt er gegen konservative Zuschauer, die ausschließlich in der Antike die Vollendung des Dramas sähen. Zwar stimme es, dass das volgare mit der Sprache der Antike nicht vergleichbar sei, doch bedeute dies nicht, dass deshalb die Autoren der Gegenwart denen der Antike notwendig unterlegen seien. Ariosto begründet dies mit der Gleichheit der Menschen vor Gott. Das mit dem Lateinischen gemischte volgare hält er zwar für barbarisch, dem könne man jedoch durch sprachliche Tricks abhelfen.
Um im Prolog alles Nötige gesagt zu haben, führt Ariosto den Zuschauer schließlich in die Handlung ein, stellt sein Theaterstück als Cassaria vor und nennt den Ort der Handlung: Metellino (heute Mitilini, Stadt auf der griechischen Insel Lesbos).

### Erster Akt
Der sehr wohlhabende Geschäftsmann Crisobolo hat sein Haus verlassen, um sich in Negroponte (dem heutigen Euböa) um seine Geschäfte zu kümmern. Er hat seine Dienerschaft und seinen Sohn Erofilo zurückgelassen. Einem seiner Diener, Nebbia, hat er die Schlüssel zu seinem Zimmer anvertraut, in dem sich neben anderen Reichtümern die titelgebende Truhe befindet. Erofilo hat lange auf diesen Moment gewartet, denn er hat sich in Eulalia, eine der Sklavinnen des vor kurzem in der Nachbarschaft niedergelassenen Kupplers, Lucranio, verliebt. Ähnlich geht es seinem Freund und Sohn des lokalen Herrschers bzw. Paschas, Coridoro. Dieser hat sich wiederum in ein anderes der vom Kuppler versklavten und zum Verkauf angebotenen Mädchen, Corisca, verliebt. Da Erofilo und Coridoro äußerst geizige Eltern haben, waren sie bisher nicht in der Lage, ihre Angebeteten käuflich zu erwerben. Nun, da sie den Vater Erofilos auf Reisen wähnen, wollen sie einen seit langem gehegten Plan ausführen. Die Zeit drängt, da Lucranio durch das lange Warten auf lukrative Kunden allmählich in Geldnöte gerät. Zunächst erwägt er seine Sklavinnen zu prostituieren, wodurch sie allerdings für die Ehe untauglich und damit unrentabel würden. Deshalb entschließt er sich, seine Abreise vorzutäuschen und damit Erofilo und Caridoro unter Druck zu setzen.

### Zweiter Akt
Einer der Diener Erofilos, Volpino, ist der Urheber des Plans. Der Plan besteht drin, Nebbia die Schlüssel zu dem Zimmer des Vaters zu entwenden oder zu entreißen und diesen zusammen mit den restlichen Dienern wegzuschicken, damit es keine Zeugen gebe, wenn die Truhe entwendet würde. Des Weiteren sollen zwei weitere Diener, die mit Volpino bekannt sind, aber einem anderen, in der Ferne lebenden Herrn dienen, am Plan beteiligt werden, zumal diese am nächsten Morgen in ihre Heimat aufbrechen müssen. Einer dieser beiden, Trappola, soll mit den kostbaren Gewändern Crisobolos als reicher Geschäftsmann verkleidet Lucranio aufsuchen und ihm die kostbare Truhe aus Crisbolos Zimmer als Pfand für Eulalia anbieten. Der andere Diener, Brusco, soll ihn begleiten und die Truhe tragen. Nach der Übergabe der Truhe solle Erofilo den Kuppler beim Pascha anzeigen und behaupten, Lucranio habe ihm die Truhe gestohlen. Befände sich Lucranio einmal in der Gewalt des Pascha, könne Coridoro ihn dazu erpressen, ihm Corisca zu überlassen.

### Dritter Akt
Damit der Plan nicht auffliegt, soll Eulalia nach der Verpfändung der Truhe nicht zu Erofilo, sondern zu einer gewissen Lena (wird später nicht mehr erwähnt) gebracht werden. Der Plan misslingt, da Trappola nach dem Handel von Brusco im Stich gelassen und hinterher allein mit Eulalia von den Dienern Erofilos überfallen wird. Es handelt sich dabei um die Diener Erofilos, die im ersten Akt weggeschickt wurden, damit bei der Entwendung der Truhe kein Zeuge zugegen sei. Auf ihrem Heimweg beobachten sie wie Trappola Lucranio Eulalia abkauft. Da sie nicht in die Pläne Volpinos eingeweiht sind, jedoch von der heftigen Liebe Erofilos zu Eulalia wissen, glauben sie im Sinne Erofilos zu handeln, als sie Eulalia rauben. Um nicht als Diener Erofilos erkannt zu werden, gedenken sie Eulalia bei einem Bekannten Erofilos unterzubringen. Nach dem Überfall stoßen Erofilo und Volpino auf Trappola, der ihnen von dem Vorgefallenen erzählt. Während sich Erofilo einzig für den Verbleib Eulalias interessiert, macht sich Volpino Sorgen um die Truhe. Währenddessen gedenkt der nun wieder zu Reichtum gelangte Lucranio tatsächlich noch in derselben Nacht abzureisen, um einem eventuellen Betrugsvorwurf des unbekannten Käufers Eulalias (Trappolas) zuvorzukommen.

### Vierter Akt
Volpinos Sorge um die Truhe nimmt zu, zumal Erofilo sich auf die Suche nach Eulalia gemacht hat, statt, wie geplant, den vermeintlichen Diebstahl der Truhe beim Pascha anzuzeigen. Überdies hat er zwischenzeitlich von einem Bekannten erfahren, dass Crisobolo es für unnötig befunden habe, in Negroponte nach dem Rechten zu sehen, da er von ebendort Post erhalten habe, durch die er sich in Gänze über seine dortigen Geschäfte habe unterrichten können. Crisobolo, der sich die ganze Zeit über bei einem Schuldner aufgehalten hatte, kehrt nun nach Hause zurück und trifft dort Volpino vor, der eine neue List bzw. Lüge ersonnen hat, um Erofilo und sich aus der Affäre zu ziehen (nicht aus Sympathie zu Erofilo, sondern aus Eigennutz, da Erofilo der Nachfolger Crisobolos ist): Nebbia (siehe Erster Akt) habe in seiner (vermeintlichen) Nachlässigkeit Crisobolos Zimmer nicht, wie ihm aufgetragen wurde, abgeschlossen, weshalb der Kuppler unbemerkt dort habe eindringen und die Truhe entwenden können. Als Nebbia den Verlust der Truhe bemerkt habe, habe er Erofilo die Schlüssel ausgehändigt und sei unter irgendeinem Vorwand von dannen gegangen, um auf diese Weise Erofilo die Schuld am Diebstahl in die Schuhe schieben zu können. Während der Abwesenheit Nebbias hätten er (Volpino) und Erofilo sich über die Jagd unterhalten. Erofilo sei dabei eingefallen, dass sich sein Jagdhorn im Zimmer des Vaters befinden müsse. Bei der Suche des Horns sei dann allen der Verlust der Truhe ruchbar geworden. Nun sei es an Crisobolo den Diebstahl beim Pascha anzuzeigen, doch Crisobolo weigert sich, da er den Pascha für korrupt hält. Stattdessen lässt er ein paar Freunde herbeirufen, die ihm helfen sollen, Lucranio zu überwältigen, die Truhe an sich zu reißen und zugleich als Zeugen für den Fund der Truhe zu dienen. Indessen gelingt es Volpino nicht, handfeste Beweise für den Diebstahl der Truhe durch den Kuppler anzuführen. Sein Plan scheitert endgültig als Crisobolo Trappola in seinem Haus seine Gewänder tragend vorfindet und sich an die Version erinnert, die ihm vor kurzem der Kuppler während der Überwältigung durch ihn (Crisobolo) und seine Freunde erzählt hat: ein wohlhabender Händler habe ihm die Truhe zum Pfand für Eulalia gegeben. Crisobolo lässt Trappola festnehmen, der ihm darauf die Wahrheit (siehe dritter Akt) erzählt, worauf Crisobolo wiederum Volpino festnehmen lässt. Nun sieht Fulcio, ein Diener Caridoros bzw. des Paschas, der die ganze Zeit über an den Plänen Volpinos beteiligt war, aber bisher eine eher untergeordnete Rolle spielte, seine Stunde gekommen, Volpino den Rang des Erzschwindlers und -intrigenstifters abzulaufen und begibt sich zu Lucranio.

### Fünfter Akt
Fulcio erzählt, was sich in der Zwischenzeit ereignet hat: Er habe Lucranio eingeredet, der Pascha ließe nach ihm suchen, und wolle ihn verurteilen und hinrichten lassen. Da Fulcio der Diener Caridoros ist, habe Lucranio bei Caridoro Zuflucht gesucht. Dieser habe jedoch abgelehnt, da er bei seinem Vater, der doch der Pascha von Metellino ist, nicht in Ungnade fallen wolle. Fulcio habe Lucranio daraufhin geraten, Caridoro mit Corisca zu bestechen. Lucranio weile nun bei Caridoro, müsse aber fortgeschafft bzw. vor dem vermeintlichen Zorn des Paschas zur Flucht verholfen werden, wozu Geld nötig sei. Da Erofilo sich weigert, das Geld aufzutreiben, muss Fulcio diese Aufgabe übernehmen. Er ersinnt eine letzte List, begibt sich zu Crisobolo und behauptet ihm gegenüber, Lucranio habe Crisobolo beim Pascha angezeigt. Crisobolo habe die Verpfändung der Truhe durch einen Dritten veranlasst, um ihn daraufhin des Diebstahls beschuldigen zu können. Crisobolo stünden nun zwei Alternativen zur Wahl, um den Kuppler zum Schweigen zu bringen: entweder er gebe ihm Eulalia zurück oder bezahle ihm eine angemessene Summe. Da Crisobolo nichts über den Verbleib Eulalias weiß, bleibt ihm nichts weiter übrig als der zweiten Alternative zuzustimmen. Fulcio gelingt es überdies, Crisobolo dazu zu überreden, Erofilo und Volpino als Geldboten auszusenden und auf diese Weise Ersteren Crisobolos Aufsicht zu entziehen und Letzteren von der Gefangenschaft zu befreien. Von dem Geld, das Fulcio Crisobolo entlocken kann, wird Erofilo Eulalia die nächsten Jahre versorgen können. Die Zuschauer werden scherzhaft gebeten, die Ränge zu verlassen, da Corisca nicht dabei gesehen werden wolle, wenn sie abgeholt werde und Lucranio keine Zeugen für seine Flucht gebrauchen könne.

### Unterschiede der Version von 1529 zu der Version von 1508 (Auswahl)
- Die Komödie spielt nicht mehr in Metellino, sondern in Sibari.
- Die in der Komödie erwähnten Orte Negroponte bzw. Euböa und Kairo heißen dementsprechend nun Procida und Neapel. Des Weiteren finden sich in der Version von 1529 Bezüge auf Genua, Trapani und Sizilien.
- Der in der Prosa-Version (1508) erwähnte Pascha wird in der Vers-Version (1529) als capitan di giustizia (dt.: ~oberster Richter) bezeichnet.
- Es wird nicht weiter in saraceni, aspri und sarafi, d. h. dem Orient zugeschriebenen Währungen gezahlt, sondern in becci und ducati, d. h. auf der Apenninhalbinsel vorherrschende Währungen.
- Der Diener Brusco, der in der Prosa-Fassung (1508) eine untergeordnete Rolle spielt, ist in der Vers-Fassung (1529) ein Bauer, der zwei längere Monologe (Vers 1090-1139, 1338-1363) hält.
- Eine neu hinzugedichtete Person ist die Magd Stamma
- Es finden sich in der Vers-Fassung (1529) gegenüber der Prosa-Fassung (weitere) misogyne Elemente, wie die Verhöhnung der Putzsucht der Frauen als Laster.

## Personen
- Crisobolo, wohlhabender Geschäftsmann
- Erofilo, Sohn Crisobolos
- Caridoro, Sohn des Pascha, Freund Erofilos
- Fulcio, Diener Caridoros und des Pascha
- Lucrano, Kuppler
- Eulalia, Sklavin Lucranos, Geliebte Erofilos
- Corisca, Sklavin Lucranos, Geliebte Caridoros
- Nebbia, Diener Crisobolos und Erofilos
- Volpino, Diener Crisobolos und Erofilos
- Trappola, Diener; Freund bzw. Bekannter Volpinos
- Brusco, Diener; Freund bzw. Bekannter Trappolas
- weitere Personen: Critone, Aristippo, Furba, Gianda, Corbacchio, Morione, Gallo, Marso

## Trivia
- Vorbilder sind die Komödien Terenz’ und Plautus’ sowie Boccaccios Dekameron (~1349-1353) und P.F. Mantovanos Formicone (1503)
- 1528/29 hat Ariosto eine Version derselben Komödie in Versen geschrieben.
- Der Titel La Cassaria bezieht sich auf Intrigen, die sich um eine Truhe (ital.: "cassa") ranken.
- Ort der Handlung ist Mitilini auf der Insel Lesbos unter der Herrschaft der Osmanen, d. h. zwischen 1462 und 1508.

## Weitere Informationen
- La Cassaria ist eine Parabel auf die Zustände an den italienischen Fürstenhöfen. Der Fürst, hier vertreten durch Crisobolo, vermag es nicht, vernünftig zu regieren, während die Hofmänner, vertreten durch die Diener (v. a. Fulcio, Volpino und Nebbia), untereinander im beständigen Wettstreit um die Gunst des Fürsten stehen und diesem, wenn möglich, auf der Nase herumtanzen. Entsprechend finden sich in La Cassaria zahlreiche scherzhaft-kritische Anspielungen auf das Leben am Hof bzw. an der Kurie oder auf das Gebaren der Fürsten.
- Wenngleich La Cassaria eine Komödie ist, vermittelt sie ein bieder-moralisierendes und zugleich pessimistisches Weltbild. Die Gesellschaft befindet sich aus dieser Sicht im kontinuierlichen Verfall. Die Jugend gehe mit den Dienern um, als seien diese Ihresgleichen und überlasse ihnen zudem wichtige Kompetenzen (wie Volpino oder Fulcio), während sie sich selbst der Muße hingebe. Die  Vätergeneration habe sich den Reichtum, den die Jugend verschwende, hart erarbeitet.
- Der Prolog von La Cassaria kann auch als, wenn auch unbedeutender, Beitrag zur Questione della lingua betrachtet werden (vgl. hierzu den 2. Abschnitt der Widmung und das 27. bis 39. Kapitel des ersten Buchs von Baldassare Castigliones Il Libro del Cortegiano [1528]).
- Die Namen bringen (teilweise) den Charakter der jeweiligen Person zum Ausdruck (z. B. Erofilo ~ der Erotomane, Volpino = das [schlaue] Füchslein [it. „volpe“ = dt. „Fuchs“], Lucrano ~ der Raffgierige [it. „lucro“ = dt. „Gewinn“]).
- Neben dem offenkundigen (misogynen) Sexismus der Handlung und der Affirmation patriarchaler Strukturen, hat La Cassaria eine rassistische Note, insbesondere gegen Albaner. Lucrano ist die einzige Person, die als Albaner identifiziert wird (vgl. erster Akt, Szene 5). Ihm werden nicht nur im Vergleich zu anderen Personen besonders negative Eigenschaften zugeschrieben, sondern auch seinen Verwandten, seinem „Blut“ und seiner Herkunft, was Lucrano obendrein bestätigt (vgl. dritter Akt, Szene 3). Die Einführung Trappolas (vgl. zweiter Akt, Szene 2) dient, wegen seiner darin angedeuteten Homosexualität, seiner Diskreditierung.
- Weitere zeitgenössische gesellschaftliche Aspekte, die in La Cassaria angesprochen bzw. angedeutet werden: In der fünften Szene des ersten Akts spielt Caridoro auf die habgierigen Soldaten der spanischen Besatzer an, die in Privathäusern der Bürger untergebracht sind. Weiterhin im Kontext der spanischen Besatzung bemerkt Lucrano in Szene sieben desselben Aktes, dass Ausländer unbeliebter sind als die Wahrheit an Fürstenhöfen. In Szene fünf des dritten Aktes erzählt Lucrano Trappola, dass jeder beliebige Schuft an den Hof von Rom aufgenommen wird. In der Szene fünf desselben Aktes findet sich zudem eine Anspielung auf die Korruptheit der Zollbeamten. In der zweiten Szene des vierten Aktes zieht Crisobolo die Selbstjustiz dem Gang vor Gericht vor, um seine Truhe zurückzuerhalten, da er Justizbeamte für faul und korrupt hält. Richter würden eher einem Zuhälter als einem aufrichtigen Mann Glauben schenken.[1]
- Der vierte Akt, Szene 7, in dem Crisobolo Trappola in seinem Haus vorfindet, ihn zur Rede stellen möchte, Trappola sich aber stumm gibt, weshalb Volpino sich anbietet, Trappolas Gesten zu „übersetzen“, um diesen aus der heiklen Lage herauszureden und seine eigenen Pläne doch noch verwirklichen zu können, erinnert an die Szene 53 von Roberto Benigis und Vincenzo Ceramis La vita è bella (1998, dt.: Das Leben ist schön). In dieser Szene befinden sich der Protagonist Guido mit seiner Familie im KZ. Ein Gefreiter der Nazis zählt den Neuankömmlingen der Deportierten die Verhaltensregeln auf. Da Guido, um seinem kleinen Sohn Giosuè jeden Schrecken zu nehmen, ihm die Deportation als Spiel verkauft, das ihm zum Geburtstag geschenkt wurde, bietet er sich dem Gefreiten als Übersetzer an und „übersetzt“ dessen Regeln in seinem Sinne.
- Für Mario Baratto ist u. a. neu an La Cassaria, dass zum ersten Mal eine Komödie gedichtet wurde, die sich zwar an den Klassikern der Antike orientiert, jedoch an keinem Klassiker konkret, wie es bis dahin der Fall war.[2]
- Die Zeitspanne der Handlung erstreckt sich (wie von Aristoteles in seiner  Poetik gefordert) auf den Zeitraum von knapp einem Tag, d. h. von knapp 24 Stunden.
- Wie von Aristoteles gefordert, wird auch die Einheit der Handlung eingehalten, zumal die Handlung um die Liebeswirren zwischen Erofilo und Caridoro einerseits und Eulalia und Corisca andererseits kreist. Allerdings, so hat Douglas Radcliff-Umstead erkannt, nimmt zunächst Volpino, dann die restlichen Diener Crisobolos, anschließend erneut Volpino und schließlich Fulcio die Protagonistentrolle ein.[3]

## Literarische Einflüsse

### Plautus
- Während in La Cassaria die unerwartete Heimkehr Crisobolos Volpino dazu veranlasst, seine Pläne zu ändern, hält der Sklave Tranio in Plautus’ Komödie Mostellaria (ca. 200 v. Chr.) den Sohn seines Herrn davon ab, von seinem heimlichen Festgelage heimzukehren, indem er ihm erzählt, in seinem Haus spuke es.
- Nachdem Lucrano im Besitz der Truhe ist, ergeht er sich in eine Tirade des Selbstlobs. Auch Claeterea in Plautus’ Asinaria (ca. 212 v. Chr.) ergeht sich in Selbstlob.
- Das Element der Travestie, z. B. Trappolas Verkleidung in den teuren Gewändern Crisobolos, um Lucrano zu hintergehen und den Liebenden zu ihrem Ziel zu verhelfen, dürfte in etlichen Komödien des Plautus ein Vorbild gefunden haben. Im Poenulus ist beispielsweise der Verwalter Collybiscus als Fremdling verkleidet, um Zugang zum Hause des Kupplers Lycus zu bekommen. In Pseudolus (191 v. Chr.) wiederum ist der Sklave Simmia als Bote verkleidet, um vermittels gestohlener Briefe und Gegenstände beim Kuppler Ballio in den Besitz des Mädchens Phoenicium zu gelangen.[4]

### Terenz
- Crisobolo erzieht seinen Sohn streng, wie auch Demea seinen Sohn Ctesipho in Terenz’ Komödie Adelphoe (160 v. Chr.)
- In der dritten Szene des dritten Aktes von Phormio (161 v. Chr.) befürchtet Phaedria, der Sohn des alten Chraemes, dass der Parasit Phormio seine Geliebte nicht eher herausrücken wird, als dass Phaedria einen bestimmten Preis gezahlt hat. Phaedria bittet aufgrund seiner Befürchtungen seinen getreuen Diener Geta, ihm dieses Geld zu beschaffen. Geta wiederum versucht den verzweifelten Sohn seines Herrn zu beruhigen. Auch Erofilo ist in Szene sechs des dritten Aktes verzweifelt, da er erfahren hat, dass eine Gruppe von Dienern ihm seine Eulalia entrissen hat. Volpino wiederum versucht Erofilos Sorge auf die Truhe zu lenken, die Crisobolo ihnen anvertraut hat, die sie jedoch dazu gebrauchten, Eulalia freizukaufen.
- In Szene drei des zweiten Akts von Terenz’ Komödie Heautontimoroumenos (163 v. Chr.) erklärt der Sklave Syrus dem Sohn seines Herrn Clitipho, auf welche Art und Weise er an seine Geliebte gelangen kann, worauf Clitipho einwendet, Syrus' Vorschlag sei mit zu großen Risiken verbunden. Syrus wendet sich nun beleidigt vom Sohn seines Herrn ab, worauf dieser sich geschlagen gibt und Syrus zustimmt. In Szene eins des zweiten Akts von La Cassaria findet ein ähnlicher Dialog zwischen Volpino und Erofilo statt. Sowohl Volpino als auch Syrus sind sich bewusst, dass sie im Falle eines Scheiterns ihres Plans im Gegensatz zu den Söhnen ihrer Herren die wahren Leidtragenden sein werden.
- Ariosto hat sich in seinem Prolog zu La Cassaria am Prolog Terenz’ zu Andria (166 v. Chr.) orientiert. Während Terenz jedoch bereits vor der Abfassung des Prologs Kritik für seine Komödie geerntet hat, möchte Ariosto möglichen Kritiken zuvorkommen, da er sich bewusst ist, dass er mit seiner Komödie ein neues Genre in der Volkssprache begründet hat.
- Sowohl in La Cassaria als auch in Terenz’ Andria kommen zwei unterschiedliche Diener vor: der eine, der seinem Herrn, der andere, der dem Sohn seines Herrn ergeben ist.[5]